# Гов (округ)
Гов (англ. Gove County; стандартное обозначение GO) — округ в штате Канзас, США.
Официально образован 11 марта 1868 года. По состоянию на 2010 год, численность населения составляла 2 695 человек.

## География
По данным Бюро переписи США, общая площадь округа равняется 2 776,483 км2, из которых 2 776,483 км2 суша и 0,259 км2 или 0,010 % это водоемы.

## Население
По данным переписи населения 2000 года в округе проживает 3 068 жителей в составе 1 245 домашних хозяйств и 861 семей. Плотность населения составляет 1,00 человек на км2. На территории округа насчитывается 1 423 жилых строений, при плотности застройки около 1,00-го строения на км2. Расовый состав населения: белые — 97,95 %, афроамериканцы — 0,10 %, коренные американцы (индейцы) — 0,16 %, азиаты — 0,10 %, гавайцы — 0,00 %, представители других рас — 0,72 %, представители двух или более рас — 0,98 %. Испаноязычные составляли 1,24 % населения независимо от расы.
В составе 28,40 % из общего числа домашних хозяйств проживают дети в возрасте до 18 лет, 63,50 % домашних хозяйств представляют собой супружеские пары проживающие вместе, 3,50 % домашних хозяйств представляют собой одиноких женщин без супруга, 30,80 % домашних хозяйств не имеют отношения к семьям, 29,70 % домашних хозяйств состоят из одного человека, 17,50 % домашних хозяйств состоят из престарелых (65 лет и старше), проживающих в одиночестве. Средний размер домашнего хозяйства составляет 2,42 человека, и средний размер семьи 3,01 человека.
Возрастной состав округа: 26,20 % моложе 18 лет, 5,40 % от 18 до 24, 22,10 % от 25 до 44, 23,70 % от 45 до 64 и 23,70 % от 65 и старше. Средний возраст жителя округа 43 лет. На каждые 100 женщин приходится 95,20 мужчин. На каждые 100 женщин старше 18 лет приходится 92,30 мужчин.
Средний доход на домохозяйство в округе составлял 33 510 USD, на семью — 40 438 USD. Среднестатистический заработок мужчины был 26 863 USD против 21 357 USD] для женщины. Доход на душу населения составлял 17 852 USD. Около 8,00 % семей {{s|и 10,30 % общего|| населения находились ниже черты бедности, в том числе — 13,90 % молодёжи (тех, кому ещё не исполнилось 18 лет) и 6,90 % тех, кому было уже больше 65 лет.